# كأس هولندا السياحية 1994
كأس هولندا السياحية 1994 هو سباق دراجات نارية أقيم بتاريخ 25 يونيو 1994 في حلبة أسن تي تي. كان الجولة السابعة من أصل 14 في سباق الجائزة الكبرى للدراجات النارية موسم 1994. فاز ميك دوهان بفئة الموتو جي بي بينما جاء أليكس باروس في المركز الثاني.

## وصلات خارجية
- الموقع الرسمي